# Republikanska partiets primärval 2016
Republikanska partiets primärval 2016 hölls i USA:s 50 delstater, District of Columbia och 5 andra amerikanska territorier för att utse Republikanska partiets kandidat till Presidentvalet i USA 2016. Det första valet ägde rum i Iowa den 1 februari och de sista ägde rum den 7 juni då California, Montana, New Jersey, New Mexico och South Dakota hade primärval.
I dessa primärval valdes 2 472 delegater till Republikanernas konvent i Cleveland, vilket innebar att det behövdes 1 237 delegater för att säkra nomineringen. Detta antal hade fastighetsmagnaten Donald Trump nått med råge när konventet väl ägde rum. Startfältet vid detta val var ovanligt stort men när supertisdagen ägde rum så återstod bara 5 kandidater.

## Valsätt och översikt
Tillvägagångssätt vid primärvalen varierar mycket från stat till stat.
I 10 stater (Iowa, Nevada, Alaska, Minnesota, North Dakota, Kansas, Kentucky, Maine, Hawaii och Utah) och Washington D.C. tillämpas caucus eller nomineringsmöte, vilket innebär att de inom partiet möts i massa små möten för att sedan välja sina kandidater. I Wyoming och Colorado används caucus, men kompletteras där med ett "state convention", som dock baseras på folkets röster.
I övriga 38 delstater tillämpas primärval, vilket innebär att väljarna får gå till vallokaler för att sedan rösta. Av dessa var 17 slutna vilket enbart tillåter partimedlemmar att avlägga sin röst.
I Puerto Rico och Nordmarianerna tillämpas primärval medan övriga territorier har "territorial caucus".
I Florida, Arizona, Ohio, Montana, South Dakota och Nebraska ges alla delegater till vinnaren i respektive delstat, totalt fördelas alltså 315 delegater på det viset.
I Washington, Oregon, Nevada, Alaska, Hawaii, New Mexico, Kansas, Minnesota, Iowa, Louisiana, Mississippi, Virginia, North Carolina, Kentucky, Delaware, New Jersey, Rhode Island, Massachusetts, New Hampshire och Washington D.C. fördelas delegaterna proportionellt, totalt fördelas alltså 704 delegater på det viset.
I övriga delstater (som inte använder sig av conventions) används spärrar och system med kongressdistrikt för att ge vinnaren fler delegater än vad som annars skulle ha fördelats till den vinnande kandidaten.

## Kandidater
Från början fanns det 17 kandidater som aspirerade på nomineringen, bland dessa var det fem stycken som drog sig ur innan primärvalen ens hade börjat. Dessa var;
- Rick Perry, som drog tillbaka sin kampanj den 11 september 2015.
- Scott Walker, som drog tillbaka sin kampanj den 21 september 2015.
- Bobby Jindal, som drog tillbaka sin kampanj den 17 november 2015.
- Lindsay Graham, som drog tillbaka sin kampanj den 21 december 2015.
- George Pataki, som drog tillbaka sin kampanj den 29 december 2015.

Alltså återstod 12 kandidater när Iowa hade caucus den 1 februari 2016. På grund av låga valresultat drog Mike Huckabee, Rick Santorum och Rand Paul sig ut kampen, medan Chris Christie, Carly Fiorina och Jim Gilmore drog sig ur efter primärvalet i New Hampshire. Jeb Bush drog sig ur efter att Trump tog South Carolinas alla delegater 20 februari och Ben Carson följde 4 mars. När det stod klart att Donald Trump även skulle vinna Florida hoppade Marco Rubio av och när Indiana röstade likadant drog sig Ted Cruz ur, detsamma valde John Kasich att göra dagen efter.
| Kandidat       | Kandidat | Kandidat | Befattning                             | Kampanjdatum och logga                  | Röster och antal delegater                            |
| -------------- | -------- | -------- | -------------------------------------- | --------------------------------------- | ----------------------------------------------------- |
| Donald Trump   |          |          | Styrelseordförande Trump Organization  | 16 juni 2015 - 19 juli 2016 (nominerad) | 14,015,993 röster 44,9 procent 1537 av 2472 delegater |
| Ted Cruz       |          |          | Senator från Texas                     | 23 mars 2015 - 3 maj 2016               | 7,822,100 röster 25,1 procent 569 av 2472 delegater   |
| John Kasich    |          |          | Guvernör från Ohio                     | 21 juli 2015 - 4 maj 2016               | 4,290,448 röster 13,8 procent 163 av 2472 delegater   |
| Marco Rubio    |          |          | Senator från Florida                   | 13 april 2015 - 15 mars 2016            | 3,515,576 röster 11,3 procent 166 av 2472 delegater   |
| Ben Carson     |          |          | Pensionerad neurokirurg                | 3 maj 2015 - 4 mars 2016                | 857,039 röster 2,8 procent 7 av 2472 delegater        |
| Jeb Bush       |          |          | fd. guvernör från Florida              | 15 juni 2015 - 20 februari 2016         | 286,694 röster 0,9 procent 4 av 2472 delegater        |
| Rand Paul      |          |          | Senator från Kentucky                  | 7 april 2015 - 3 februari 2016          | 66,788 röster 0,2 procent 2 av 2472 delegater         |
| Chris Christie |          |          | Guvernör från New Jersey               | 30 juni 2015 - 10 februari 2016         | 57,637 röster 0,2 procent 0 av 2472 delegater         |
| Mike Huckabee  |          |          | fd. guvernör från Arkansas             | 5 maj 2015 - 1 februari 2016            | 51,450 röster 0,2 procent 1 av 2472 delegater         |
| Carly Fiorina  |          |          | Verkställande direktör Hewlett-Packard | 4 maj 2015 - 10 februari 2016           | 40,666 röster 0,1 procent 1 av 2472 delegater         |
| Jim Gilmore    |          |          | fd. guvernör från Virginia             | 30 juli 2015 - 12 februari 2016         | 18,369 röster 0,1 procent 0 av 2472 delegater         |
| Rick Santorum  |          |          | fd. senator från Pennsylvania          | 27 maj 2015 - 3 februari 2016           | 16,627 röster 0,1 procent 0 av 2472 delegater         |

## Februari

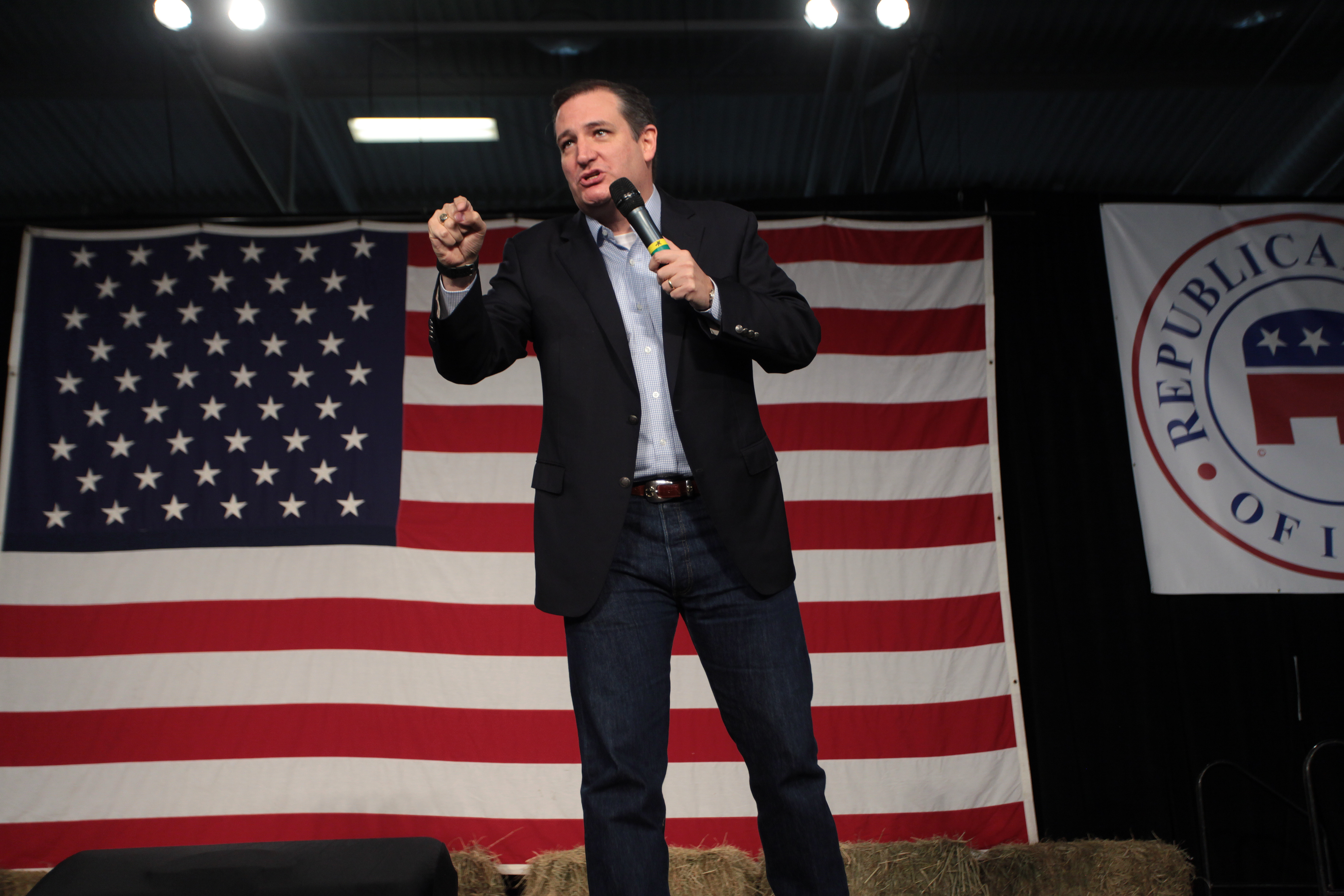
I Iowa segrade Cruz som trots Trumps vinst i New Hampshire länge inte helt kunde uträknas i spekulationerna om nomineringen.

Det första valet som ägde rum var alltså i Iowa där ett så kallat caucus hölls. Med drygt 6 000 rösters marginal vann Cruz caucuset över Trump med Rubio som trea. Från Trump-kampanjen och Carson-kampanjen kom dock anklagelser om att Cruz hade fuskat genom att falskeligen hävda att Carson dragit sig ur för att maximera sina röstetal. I antalet delegater fick Cruz därför ett litet försprång. Då röstetalen för 2008 års caucus-vinnare Huckabee och 2012 års caucus-vinnare Santorum var under förväntningarna drog sig dessa kandidater ur.
Då Trump och Cruz ofta ansågs stå för långt till höger, blev Rubio tippad att ta mainstream-rösterna och slutligen nomineras som Romney och McCain gjort vid tidigare primärval. Dessa spekulationer fick dock sig en rejäl törn i New Hampshire där Rubio fick "ynka" 10,6 % av rösterna, antagligen orsakat av en anmärkningsvärt dålig insats i en debatt. Som vinnare stod Donald Trump och tvåa Kasich, vilket förvånade många. Den ledning som Trump i och med denna seger tillskansade sig skulle bestå enda in till konventet.
I South Carolina vann Trump vilket gav honom samtliga 50 delegater och en bekväm ledning. Då resultatet för Jeb Bush var under förväntningar vid detta val drog han sig ur valet och gav så småningom sitt stöd till Ted Cruz. Rubio som sporrats av några gynnsamma opinionsmätningar och stöd från delstatens guvernör Nikki Haley hamnade på en andra plats, med drygt 1 000 röster mer än Cruz. Nevada-caucuset blev ännu en seger för Trump som med 82 delegater tagit ledningen.

Supertisdagen sammanfattning.

| Primärval/Caucus           | Trump         | Cruz         | Rubio        | Kasich       | Carson      | Bush                   | Gilmore                | Christie               | Fiorina                | Paul                   | Huckabee               | Santorum               | Totalt        |
| -------------------------- | ------------- | ------------ | ------------ | ------------ | ----------- | ---------------------- | ---------------------- | ---------------------- | ---------------------- | ---------------------- | ---------------------- | ---------------------- | ------------- |
| Iowa caucus 1 februari     | 24,3% 7 del.  | 27,6% 8 del. | 23,1% 7 del. | 1,9% 1 del.  | 9,3% 3 del. | 2,8% 1 del.            | 0,0% 0 del.            | 1,8% 0 del.            | 1,9% 1 del.            | 4,5% 1 del.            | 1,8% 1 del.            | 1,0% 0 del.            | 30 delegater  |
| New Hampshire 9 februari   | 35,2% 11 del. | 11,6% 3 del. | 10,5% 2 del. | 15,7% 4 del. | 2,3% 0 del. | 11,0% 3 del.           | 0,1% 0 del.            | 7,4% 0 del.            | 4,1% 0 del.            | 0,7% 0 del.            | Kampanj tillbakadragen | Kampanj tillbakadragen | 23 delegater  |
| South Carolina 20 februari | 32,5% 50 del. | 22,3% 0 del. | 22,5% 0 del. | 7,6% 0 del.  | 7,2% 0 del. | 7,8% 0 del.            | Kampanj tillbakadragen | Kampanj tillbakadragen | Kampanj tillbakadragen | Kampanj tillbakadragen | Kampanj tillbakadragen | Kampanj tillbakadragen | 50 delegater  |
| Nevada caucus 23 februari  | 45,7% 14 del. | 21,3% 6 del. | 23,8% 7 del. | 3,6 % 1 del. | 4,8% 2 del. | Kampanj tillbakadragen | Kampanj tillbakadragen | Kampanj tillbakadragen | Kampanj tillbakadragen | Kampanj tillbakadragen | Kampanj tillbakadragen | Kampanj tillbakadragen | 30 delegater  |
| Februari-delegater         | 82            | 17           | 16           | 6            | 5           | 4                      | 0                      | 0                      | 1                      | 1                      | 1                      | 0                      | 133 delegater |

## Supertisdagen
Supertisdagen ägde i denna primärvalsserie rum den 1 mars. Då gick 11 delstater till valurnorna och 595 av de 2 472 delegaterna skulle väljas. Som vinnare stod Trump, som dock hade förlorat sitt tidigare så stora försprång. Cruz väntade seger i hemstaten Texas gav honom 104 delegater och 1,2 miljoner röster. Rubio vann sin första seger i Minnesota och gjorde ett oväntat bra resultat i Virginia där han kom tvåa men det resulterade knappast i några stora framsteg i antalet delegater. Inte heller för Kasich blev det någon glädjedag, han fick bara 21 extra delegater. För Carson som fick 3 delegater i Virginia blev matematiken med de 1 237 delegaterna svår och den 4 mars drog han sig ur.
| Primärval/Caucus | Trump         | Cruz           | Rubio         | Kasich       | Carson       | Totalt                    |
| ---------------- | ------------- | -------------- | ------------- | ------------ | ------------ | ------------------------- |
| Alabama          | 43,4% 36 del. | 21,1% 13 del.  | 18,7% 1 del.  | 4,4% 0 del.  | 10,2% 0 del. | 50 delegater              |
| Alaska caucus    | 33,6% 11 del. | 36,4% 12 del.  | 15,2% 5 del.  | 4,0% 0 del.  | 10,8% 0 del. | 28 delegater              |
| Arkansas         | 32,8% 16 del. | 30,5% 15 del.  | 24,8% 9 del.  | 3,7% 0 del.  | 5,7% 0 del.  | 40 delegater              |
| Georgia          | 38,8% 42 del. | 23,6% 18 del.  | 24,5% 6 del.  | 5,6% 0 del.  | 6,2% 0 del.  | 76 delegater              |
| Massachusetts    | 49,0% 22 del. | 9,5% 4 del.    | 17,8% 8 del.  | 17,9% 8 del. | 2,6% 0 del.  | 42 delegater              |
| Minnesota caucus | 21,4% 8 del.  | 29,0% 13 del.  | 36,2% 17 del. | 5,8% 0 del.  | 7,4% 0 del.  | 38 delegater              |
| Oklahoma         | 28,3% 14 del. | 34,4% 15 del.  | 26,0% 12 del. | 3,6% 0 del.  | 6,2% 0 del.  | 41 delegater (+2 obundna) |
| Tennessee        | 38,9% 33 del. | 24,7% 16 del.  | 21,2% 9 del.  | 5,3% 0 del.  | 7,6% 0 del.  | 58 delegater              |
| Texas            | 26,8% 48 del. | 43,8% 104 del. | 17,7% 3 del.  | 4,3% 0 del.  | 4,2% 0 del.  | 155 delegater             |
| Vermont          | 32,3% 8 del.  | 9,6% 0 del.    | 19,1% 0 del.  | 30,0% 8 del. | 4,1% 0 del.  | 16 delegater              |
| Virginia         | 34,8% 17 del. | 16,7% 8 del.   | 32,0% 16 del. | 9,5% 5 del.  | 5,9% 3 del.  | 49 delegater              |
| Supertisdagen    | 255           | 218            | 96            | 21           | 3            | 595 delegater             |

## Tidiga mars

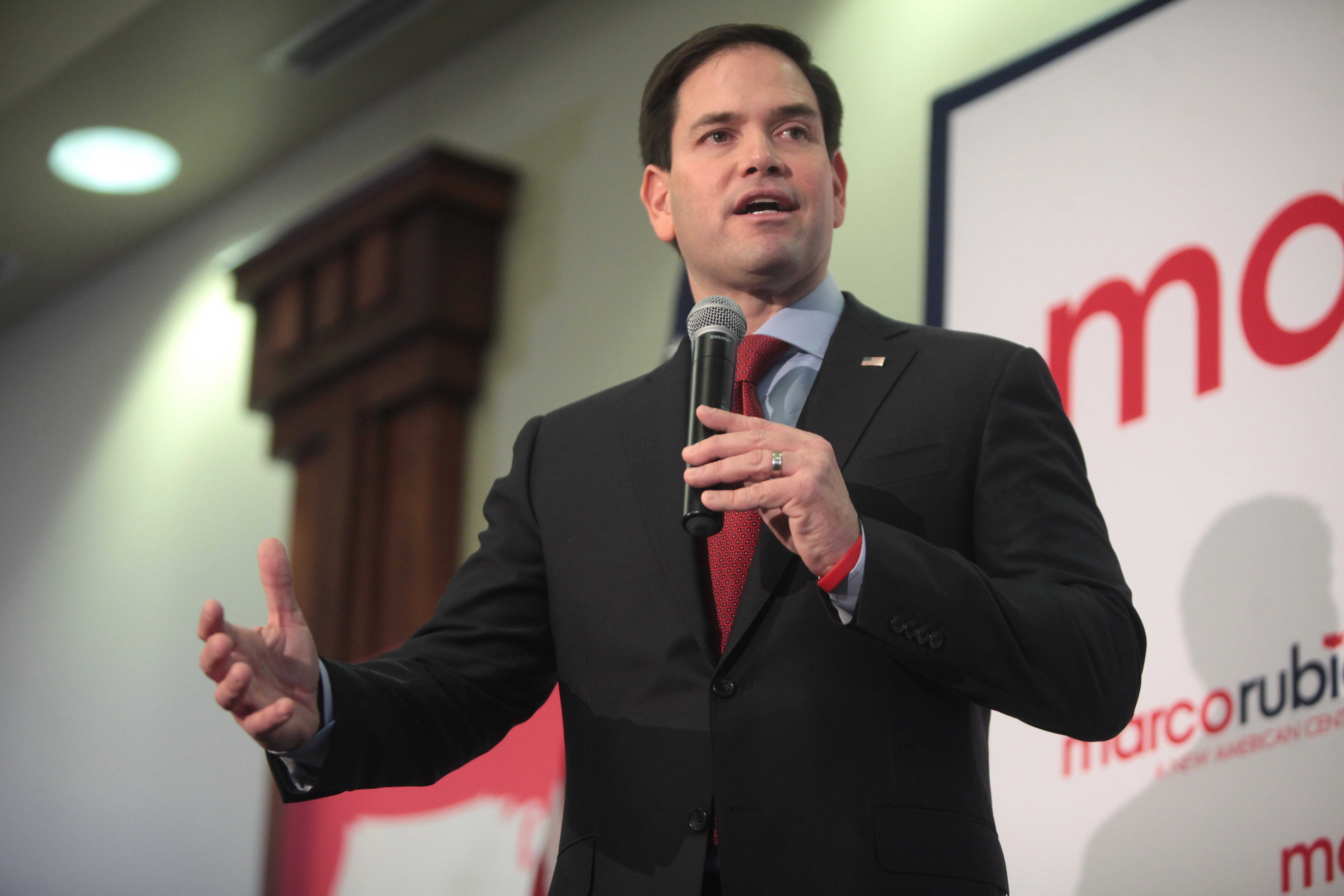
Marco Rubio vann i Puerto Rico en stor seger som dock inte löste kampanjens låga antal delegater. Då Rubio förlorade Florida drog han sig ur.

Efter Supertisdagen men innan vinnaren-tar-allt-staternas primärval 15 mars hade 9 delstater, 2 territorier och Columbiadistriktet val och 377 delegater skulle väljas. 3 mars gick den förut nominerade Mitt Romney ut och attackerade Trumps linjer. Detta kompletterades med ytterligare angrepp mot kandidaten av de övriga aspiranterna i en Tv-debatt och under den så kallade superlördagen 5 mars vann Cruz 69 delegater, medan Trump fick nöja sig med 60. 
8 mars var det åter dags för primärval, den här gången gick det bättre för Trump som vann Michigan, Mississippi och Hawaii vilket gav honom 73 delegater medan Cruz vann Idaho och 59 delegater. Betydligt sämre gick det för Rubio som inte klarade av spärrarna i Michigan, Mississippi och Idaho och därför fick nöja sig med en enda delegat.
Amerikanska Jungfruöarna röstade visserligen 65% på obundna kandidater men samtliga 9 delegater gick till Trump. Guam utsåg 8 obundna delegater och en till obunden för Cruz, men dessa gick också till Trump. I Washington D.C. vann Rubio sin sista seger med 50 rösters marginal över Kasich och fick 10 delegater. Samma dag valdes 12 av Wyomings 29 delegater, vilket för ovanlighetens skull skedde efter county.
| Primärval/Caucus         | Trump         | Cruz          | Rubio         | Kasich        | Obundna      | Totalt                    |
| ------------------------ | ------------- | ------------- | ------------- | ------------- | ------------ | ------------------------- |
| Maine caucus 5 mars      | 32,6% 9 del.  | 45,9% 12 del. | 8,0% 0 del.   | 12,2% 2 del.  | -            | 23 delegater              |
| Kansas caucus 5 mars     | 23,4% 9 del.  | 47,5% 24 del. | 16,8% 6 del.  | 11,1% 1 del.  | 0,4% 0 del.  | 40 delegater              |
| Kentucky caucus 5 mars   | 35,9% 17 del. | 31,6% 15 del. | 16,4% 7 del.  | 14,4% 7 del.  | 0,2% 0 del.  | 46 delegater              |
| Louisiana 5 mars         | 41,5% 25 del. | 37,8% 18 del. | 11,2% 0 del.  | 6,4% 0 del.   | -            | 43 delegater (+3 övriga)  |
| Puerto Rico 6 mars       | 13,3% 0 del.  | 8,8% 0 del.   | 70,2% 23 del. | 1,4% 0 del.   | -            | 23 delegater              |
| Hawaii caucus 8 mars     | 43,3% 11 del. | 32,2% 7 del.  | 13,2% 1 del.  | 10,0% 0 del.  | -            | 19 delegater              |
| Idaho 8 mars             | 28,1% 12 del. | 45,4% 20 del. | 15,9% 0 del.  | 7,4% 0 del.   | -            | 32 delegater              |
| Michigan 8 mars          | 36,6% 25 del. | 24,7% 17 del. | 9,3% 0 del.   | 24,3% 17 del. | -            | 59 delegater              |
| Mississippi 8 mars       | 47,2% 25 del. | 36,1% 15 del. | 5,3% 0 del.   | 8,8% 0 del.   | -            | 40 delegater              |
| Am. Jungfruöarna 10 mars | 6,4% 9 del.   | 11,7% 0 del.  | 9,9% 0 del.   | -             | 65,3% 0 del. | 9 delegater               |
| Guam caucus 12 mars      | 9 del.        | 0 del.        | 0 del.        | 0 del.        | -            | 9 delegater               |
| Washington D.C. 12 mars  | 13,8% 0 del.  | 12,4% 0 del.  | 37,3% 10 del. | 35,5% 9 del.  | -            | 19 delegater              |
| Wyoming caucus 12 mars   | 7,0% 1 del.   | 70,9% 9 del.  | 14,5% 1 del.  | 2,6% 0 del.   | 4,7% 1 del.  | 12 delegater av totalt 29 |
| Tidiga Mars              | 152           | 137           | 48            | 36            | 1            | 377 delegater             |

## Supertisdagen II

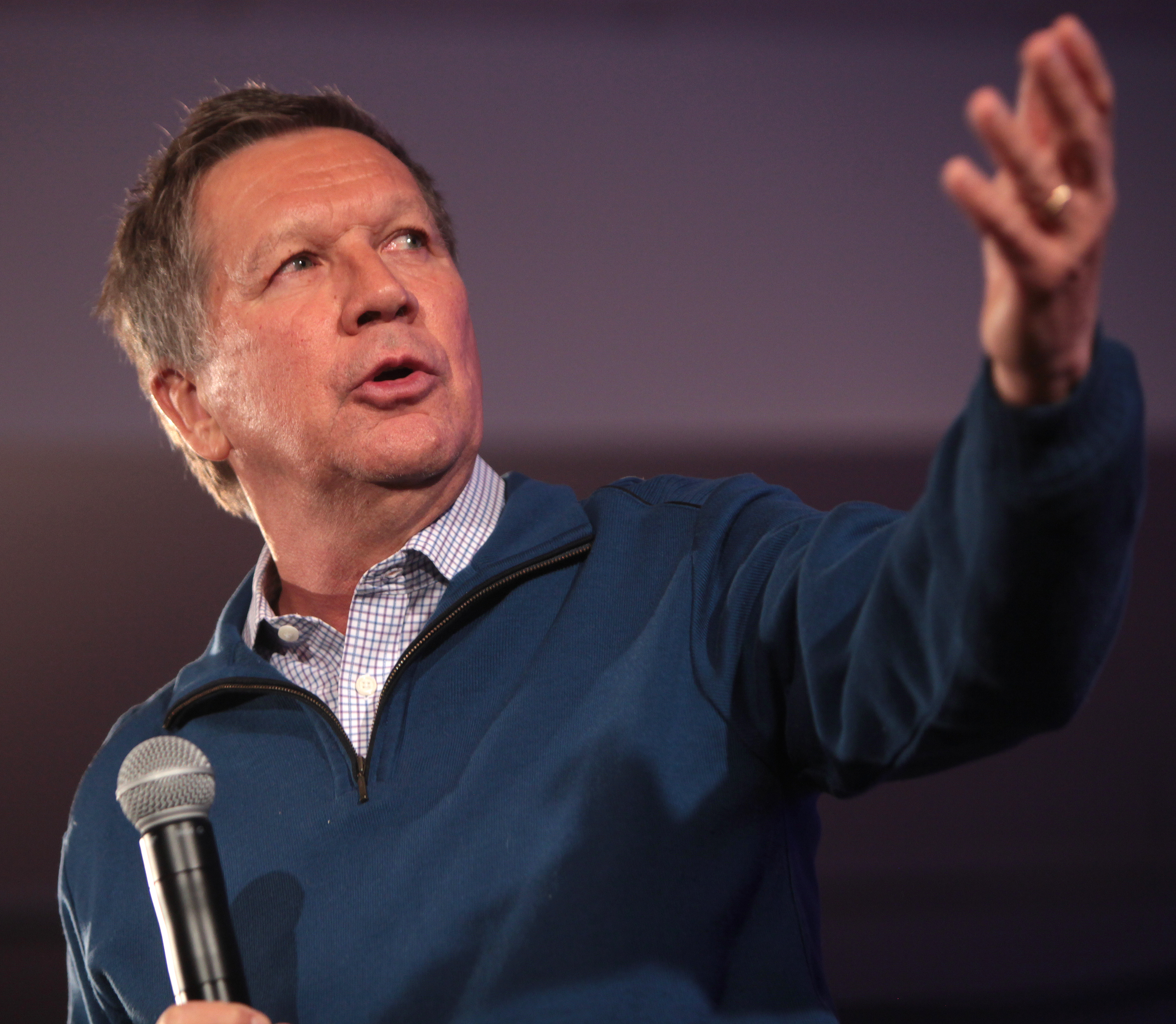
Trots höga valreultat i frostbältet vann Kasich bara hemstaten Ohio. Han stannade dock kvar i valen och var den sista kandidaten att dra sig ur.

Den 15 mars var det dags för de första vinnaren-tar-allt-staterna, Ohio och Florida. För Rubios kampanj var hemstaten Florida med dess 99 delegater ett måste för att kandidaturen skulle kunna fortsätta. När Trump väntat vann staten med nästan 20 procentenheters marginal och vann de delegaterna, var det alltså inte så konstigt att Rubio drog sig ur primärvalen. Bättre gick det dock för Kasich i hemstaten Ohio, delvis på grund av att Rubio hade vädjat till sina väljare att rösta på Kasich.
Med betryggande marginal vann Trump Nordmarianerna och fick dess 9 delegater. I Illinois vart det inte lika stora marginaler men då Trump vann betydligt fler kongressdistrikt fick han 54 delegater. Desto jämnare blev det i proportionella North Carolina och Missouri där det bara skiljde knappt 1 700 röster, men då staten gav 12 delegater i bonus till vinnaren blev det en mer betryggande marginal i slutändan. Det spekulerades i om en omräkning kanske skulle genomföras, men så blev alltså inte fallet. 
Av de 367 delegater som stod på spel vann Trump 228 och fick i det totala antalet delegater en ledning på nära 300 över Cruz.
| Primärval/Caucus | Trump         | Cruz          | Rubio        | Kasich        | Totalt                    |
| ---------------- | ------------- | ------------- | ------------ | ------------- | ------------------------- |
| Florida          | 45,7% 99 del. | 17,1% 0 del.  | 27,0% 0 del. | 6,8% 0 del.   | 99 delegater              |
| Illinois         | 38,8% 54 del. | 30,2% 9 del.  | 8,7% 0 del.  | 19,7% 6 del.  | 69 delegater              |
| North Carolina   | 40,2% 29 del. | 36,8% 27 del. | 7,7% 6 del.  | 12,7% 9 del.  | 71 delegater (+1: Carson) |
| Missouri         | 40,8% 37 del. | 40,6% 15 del. | 6,1% 0 del.  | 10,1% 0 del.  | 52 delegater              |
| Nordmarianerna   | 72,8% 9 del.  | 24,0% 0 del.  | 1,1% 0 del.  | 2,1% 0 del.   | 9 delegater               |
| Ohio             | 35,9% 0 del.  | 13,3% 0 del.  | 2,3% 0 del.  | 46,9% 66 del. | 66 delegater              |
| Supertisdagen II | 228           | 51            | 6            | 81            | 367 delegater             |

## Sena mars och tidiga april
Efter att Rubio dragit sig ur primärvalen återstod bara tre kandidater och osämjan de emellan blev värre när principen att den vinnande kandidaten skulle ges stöd av de tillbakadragande kampanjerna började ifrågasättas. Allteftersom Trump utökade sin ledning över de andra kandidaterna började stoppa-Trump-rörelsen tänka ut allt mer långsökta metoder för att få någon annan nominerad. Trump svarade med att upplopp antagligen skulle utbryta om han inte nominerades på konventet i Cleveland. Cruz, som fram tills nu hade varit en anti-etablissemang-kandidat han också, fick nu stöd av flera etablerade republikaner som Mitt Romney, Jeb Bush och Scott Walker.
Mur mot Mexico och hårdare invandringsregler ledde bland annat till att Trump vann Arizona och dess samtliga 58 delegater, medan Cruz vann det vanligtvis ultra-konservativa Utah med dess mormoner och 40 delegater. Amerikanska Samoas samtliga 9 delegater gick även de till Trump. I North Dakota hölls varken primärval eller caucus utan istället anordnades ett "state convention", där republikanska partiet valde 28 obundna delegater. Av dessa var 8 anhängare av Cruz medan 1 gav sitt stöd åt Trump. Senare fick Cruz ytterligare 6 delegater, men då han drog sig ur hoppade 3 över till Trump som också fick de resterande 13 obundna delegaterna. 
Även i Wyoming och Colorado ägde state conventions rum, men föregicks av "county conventions" respektive "district conventions". I Wyoming betydde det att Cruz vann 14 delegater på grund av att han tidigare vunnit statens caucus. Dessutom fick han en av de 3 delegater som partiets kommitté valt. Även i Colorado gick det bra för Cruz då han i den första omgången vann samtliga 7 kongressdistrikt, vilka gav 3 delegater var. I den andra omgången vann Cruz 13 delegater, Trump fick bara 1.
En annan seger för Cruz blev det som väntat i Wisconsin vilket gav honom 18 delegater från kongressdistrikten och 18 delegater för att ha vunnit staten. Andra visor blev det dock i Trumps hemstat New York där han vann en stor seger med nära 35 procentenheter och 89 av statens delegater. Denna vinst gjorde att det för Cruz blev matematiskt omöjligt att nomineras, och att enbart Trump skulle kunna segra i primärvalen.  
| Primärval/Caucus               | Trump         | Cruz          | Kasich       | Totalt                    |
| ------------------------------ | ------------- | ------------- | ------------ | ------------------------- |
| Am. Samoa 22 mars              | 9 del.        | 0 del.        | 0 del.       | 9 delegater               |
| Arizona 22 mars                | 45,9% 58 del. | 27,6% 0 del.  | 10,6% 0 del. | 58 delegater              |
| Utah caucus 22 mars            | 13,8% 0 del.  | 69,5% 40 del. | 16,7% 0 del. | 40 delegater              |
| North Dakota 1 april - 3 april | 17 del.       | 11 del.       | 0 del.       | 28 delegater              |
| Wisconsin 5 april              | 35,0% 6 del.  | 48,2% 36 del. | 14,1% 0 del. | 42 delegater              |
| Colorado 7 april - 8 april     | 0 del.        | 21 del.       | 0 del.       | 21 delegater              |
| Colorado 9 april               | 1 del.        | 13 del.       | 0 del.       | 14 delegater (+ 2 övriga) |
| Wyoming 14 april - 16 april    | 0 del.        | 15 del.       | 0 del.       | 15 delegater (+ 2 övriga) |
| New York 19 april              | 59,2% 89 del. | 14,5% 0 del.  | 24,7% 6 del. | 95 delegater              |
| Sena mars och tidiga april     | 180           | 136           | 6            | 326 delegater             |

## Val i nordöst

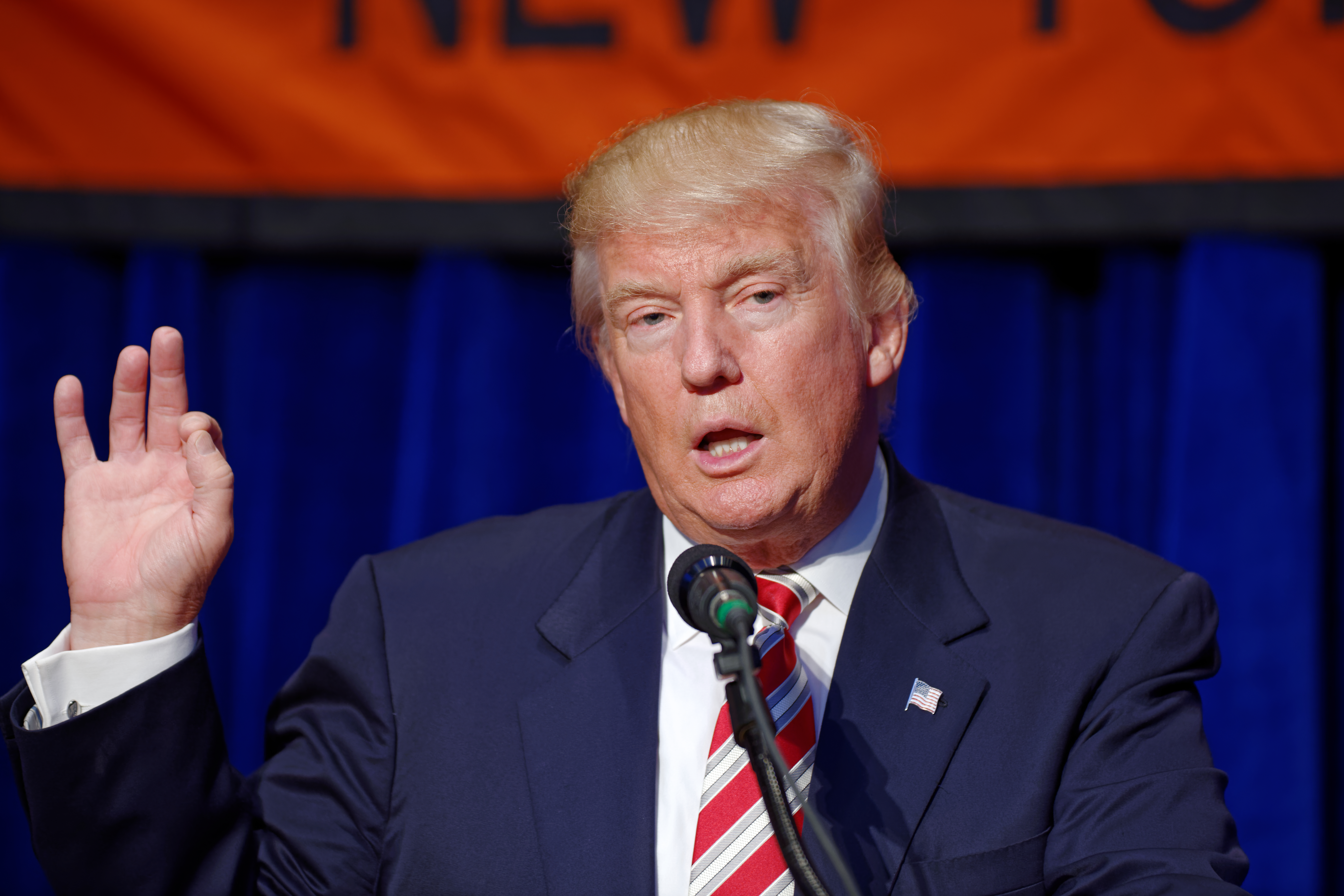
Donald Trump var i primärvalen en missnöjeskandidat som lyckades attrahera fler republikanska väljare än någon tidigare. 26 april vann han 5 primärval och en månad senare de 1 237 delegater som behövdes.

Den 26 april var det dags för primärval i Connecticut, Delaware, Maryland, Pennsylvania och Rhode Island. Alla dessa vanns av Trump, och det med stora marginaler. I de tre förstnämnda tog Trump samtliga delegater, och i Rhode Island där delegaterna fördelades proportionellt tog han 12 av 19 tillgängliga. I Pennsylvania där 54 av de 71 delegaterna var obundna vann Trump visserligen samtliga bundna delegater, men bara 42 av de obundna. På grund av dessa segrar överskred Trump 1 000 delegater i antal och kom allt närmare en nominering. En annan milstolpe som Trump-kampanjen i och med dessa val nådde var 10 miljoner röster vilket innebar att han överskred såväl McCain 2008 som Romney 2012.
| Primärval/Caucus   | Trump         | Cruz         | Kasich       | Totalt                    |
| ------------------ | ------------- | ------------ | ------------ | ------------------------- |
| Connecticut        | 57,9% 28 del. | 11,7% 0 del. | 28,4% 0 del. | 28 delegater              |
| Delawere           | 60,8% 16 del. | 15,9% 0 del. | 20,4% 0 del. | 16 delegater              |
| Maryland           | 54,1% 38 del. | 19,0% 0 del. | 23,2% 0 del. | 38 delegater              |
| Pennsylvania       | 56,6% 59 del. | 21,7% 4 del. | 19,4% 3 del. | 66 delegater (+ 5 övriga) |
| Rhode Island       | 62,9% 12 del. | 10,3% 2 del. | 24,0% 5 del. | 19 delegater              |
| Nord öst-delegater | 153           | 6            | 8            | 172 delegater             |

## Maj
Sedan Trump vunnit 5 stater den 26 april framstod Indiana som sista möjligheten att stoppa den kontroversiella kandidaten. Då Indiana fördelade hälften av sina delegater på kongressdistrikt och hälften på vinnaren framstod delstaten som särskilt viktig för Cruz-kampanjen att vinna. För att ytterligare höja chanserna till seger lät Cruz utnämna Carly Fiorina till kampanjens vice-president-kandidat. Indianas guvernör Mike Pence gick också ut och gav sitt stöd åt Cruz. Ingen av dessa åtgärder hjälpte dock, eftersom Trump vann staten med 53% av rösterna och fick samtliga delegater. Efter nederlaget i Indiana såg det dystert ut för Cruz som drog sig ur. Detsamma beslutade Kasich att göra dagen efter. Republikanska partiets kommitté-ordförande Reince Priebus konstaterade samtidigt att Donald Trump var presumtiv presidentkandidat. I Fortsättningen var Trump ohotad i primärvalen, även om Cruz och Kasich fortsatte att få enstaka delegater. 26 maj konstaterade nyhetsbyrån AP att Trump hade nått de 1 237 delegater som behövs för nominering eftersom några ur North Dakota-delegationen förklarat sitt stöd åt denne.
| Primärval/Caucus     | Trump         | Cruz         | Kasich       | Totalt                    |
| -------------------- | ------------- | ------------ | ------------ | ------------------------- |
| Indiana 3 maj        | 53,3% 57 del. | 36,6% 0 del. | 7,6% 0 del.  | 57 delegater              |
| Nebraska 10 maj      | 61,5% 36 del. | 18,4% 0 del. | 11,4% 0 del. | 36 delegater              |
| West Virginia 10 maj | 77,1% 32 del. | 9,0% 0 del.  | 6,7% 1 del.  | 33 delegater (+1 obunden) |
| Oregon 17 maj        | 64,2% 18 del. | 16,6% 5 del. | 15,8% 5 del. | 28 delegater              |
| Washington 24 maj    | 75,5% 41 del. | 10,8% 0 del. | 9,8% 0 del.  | 41 delegater (+3 obundna) |
| Maj-delegater        | 184           | 5            | 6            | 199 delegater             |

## Sista primärvalen
Med sina 172 delegater hade Kalifornien spåtts bli en mycket viktig delstat att vinna, men sedan Cruz och Kasich båda dragit sig ur blev så inte fallet. 7 juni ägde primärval rum i California, Montana, New Jersey, New Mexico och South Dakota hade primärval. Trump vann alla primärval och samtliga 303 delegater som stod på spel. Därmed fick han drygt 14 miljoner röster och slog det gamla rekordet från republikanernas primärval år 2000, då George W. Bush nominerades.
| Primärval/Caucus | Trump          | Totalt        |
| ---------------- | -------------- | ------------- |
| California       | 74,8% 172 del. | 172 delegater |
| Montana          | 73,7% 27 del.  | 27 delegater  |
| New Jersey       | 80,4% 51 del.  | 51 delegater  |
| New Mexico       | 70,6% 24 del.  | 24 delegater  |
| South Dakota     | 67,1% 29 del.  | 29 delegater  |
| Juni-delegater   | 303            | 303 delegater |

## Antal delegater
Beroende på hur man räknar och vem man frågar så fick kandidaterna olika antal delegater. Oavsett hur man räknar så var det Donald Trump som fick flest delegater och nominerades den 17 juli.
| Vid primärvalen | Vid primärvalen | Vid primärvalen |
| --------------- | --------------- | --------------- |
|                 | Donald Trump    | 1441            |
|                 | Ted Cruz        | 551             |
|                 | Marco Rubio     | 173             |
|                 | John Kasich     | 161             |
|                 | Ben Carson      | 9               |
|                 | Jeb Bush        | 4               |
|                 | Rand Paul       | 1               |
|                 | Mike Huckabee   | 1               |
|                 | Carly Fiorina   | 1               |
|                 | Oberoende       | 130             |
| Totalt          | Totalt          | 2472            |

| Efter primärvalen | Efter primärvalen | Efter primärvalen |
| ----------------- | ----------------- | ----------------- |
|                   | Donald Trump      | 1537              |
|                   | Ted Cruz          | 569               |
|                   | Marco Rubio       | 166               |
|                   | John Kasich       | 163               |
|                   | Ben Carson        | 7                 |
|                   | Jeb Bush          | 4                 |
|                   | Rand Paul         | 2                 |
|                   | Mike Huckabee     | 1                 |
|                   | Carly Fiorina     | 1                 |
|                   | Oberoende         | 22                |
| Totalt            | Totalt            | 2472              |

| Bundna delegater | Bundna delegater | Bundna delegater |
| ---------------- | ---------------- | ---------------- |
|                  | Donald Trump     | 1457             |
|                  | Ted Cruz         | 553              |
|                  | Marco Rubio      | 166              |
|                  | John Kasich      | 160              |
|                  | Ben Carson       | 7                |
|                  | Jeb Bush         | 4                |
|                  | Rand Paul        | 2                |
|                  | Mike Huckabee    | 1                |
|                  | Carly Fiorina    | 1                |
|                  | Oberoende        | 12               |
| Totalt           | Totalt           | 2363             |

| Vid konventet | Vid konventet | Vid konventet |
| ------------- | ------------- | ------------- |
|               | Donald Trump  | 1725          |
|               | Ted Cruz      | 484           |
|               | John Kasich   | 125           |
|               | Marco Rubio   | 123           |
|               | Ben Carson    | 7             |
|               | Jeb Bush      | 3             |
|               | Rand Paul     | 2             |
|               | Mike Huckabee | 0             |
|               | Carly Fiorina | 0             |
|               | Avstod        | 3             |
| Totalt        | Totalt        | 2472          |